# Abbaye Notre-Dame de Mistassini
L'abbaye Notre-Dame de Mistassini, fondée en 1892, est une abbaye canadienne de l’Ordre cistercien de la stricte observance, située dans la ville de Dolbeau-Mistassini au Québec. Elle compte une douzaine de moines cisterciens-trappistes, qui vivent de leur travail en exploitant une hôtellerie, leur terre agricole et boisé ainsi qu'une chocolaterie réputée pour ses fameux bleuets enrobés de chocolat.

## Bleuets enrobés de chocolat
En 1967, le frère Gérard Tremblay, amateur de petits fruits...

## Histoire

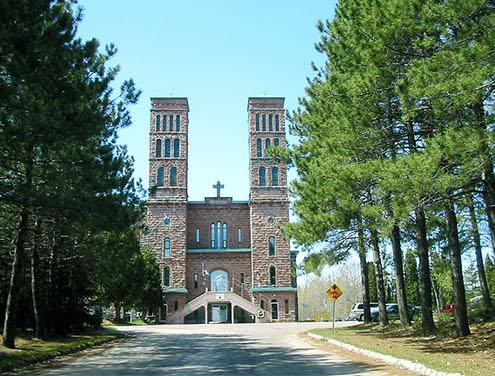
Ancien monastère des pères trappistes reconverti en Jardins du Monastère (fermé), puis en CLSC.

Aux premiers jours de novembre 1892, trois Pères désignés pour la fondation d'une nouvelle communauté se rendirent, d'étapes en étapes, au confluent des rivières Mistassini et Mistassibi. 

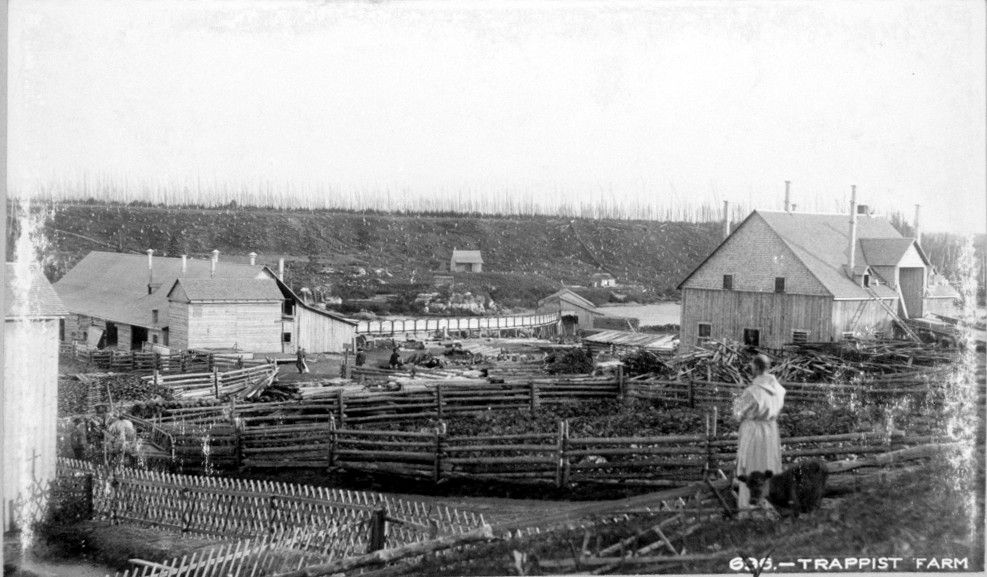
La ferme à la Trappe de Notre-Dame de Mistassini, vers 1900

Ils ont pris logis dans un campement rudimentaire en bois rond acheté à François Gaudreau, considéré comme l'un des pionniers de cette paroisse en devenir. L'abri avait été acquis par Mgr Marquis en 1890 pour les besoins de la colonisation. 
Dès janvier 1893, les premiers colons se joignent aux Cisterciens. L'ordre religieux se livrait à la prière et à la pénitence, notamment au travail manuel et à l'agriculture. 
Le 3 novembre 1893, la première industrie des Trappistes commence à fonctionner. Il s'agit de leur scierie. Celle-ci apportait un revenu pour la fondation de leur village. En 1897, c'est au tours du moulin à farine de voir le jour grâce à un prêt du gouvernement du Québec. Une beurrerie y est annexée en octobre 1898. 
À travers les années, les Pères Trappistes ont aussi fait l'élevage de renards (1906), une conserverie de fèves, de pois, de poulets et de bleuets (1923), en plus de gérer une mine de calcites sur le territoire de Saint-Eugène (découverte en 1932) et bien d'autres installations au sein du village des Pères. 
Les Pères ont vécu dans 4 monastères différents, le premier étant la petite bicoque de François Gaudreau, le second construit en 1893 près de la rivière, le troisième achevé en 1911 et le dernier étant le monastère actuel.
En plus des activités agricoles et industrielles de la communauté, on retrouvait un juvénat sur le site, ouvert en 1921, lequel a été complètement consumé par les flammes en juillet 1946. 

Le village des Pères a été démantelé progressivement dans les années 1940. C'est toutefois en 1980 que la communauté prend place dans le nouveau monastère. 

## Filiation
Selon la tradition monastique, et en conformité avec la charte de charité des oblats cisterciens de la stricte observance, chaque maison (monastère) relève d'une maison-mère qui, à son tour, relève d'une autre maison et ainsi de suite jusqu'à l'Abbaye de Cîteaux, le lieu de fondation de l'Ordre cistercien, mais qui fait maintenant partie de l'Ordre cistercien de la stricte observance.
Filiation ascendante de Mistassini :
- Abbaye Val Notre-Dame
- Abbaye de Cîteaux

Maisons-filles de Mistassini :
- Abbaye Notre-Dame du Calvaire

## Abbés
- Louis de Gonzague Émonet, supérieur du 4 septembre 1892 au 8 juillet 1893
- Alban Carpue, supérieur du 8 juillet 1893 au 1er octobre 1895
- Jean de Dieu Grolleau, supérieur du 13 octobre 1895 – 8 novembre 1898
- Cléophas Roy, dit Desjardins, supérieur du 15 mars 1899 au 13 octobre 1900
- Marie Beauregard, supérieur du 13 novembre 1900 au 17 juillet 1901
- Pacôme Gaboury, supérieur du 17 juillet 1901 au 10 février 1904, puis prieur jusqu'au 24 octobre 1913
- Gabriel Braud, supérieur ad nutum du 14 décembre 1913 au 11 juillet 1926
- Ubald Desranleau, supérieur ad nutum du 11 juillet 1926 au 23 octobre 1926 puis prieur jusqu'au 1er mai 1929
- François-Xavier Huet, supérieur ad nutum du 1er mai 1929 au 10 septembre 1929, prieur jusqu'au 9 octobre 1935, enfin abbé de cette date jusqu'au 15 novembre 1960
- Jean Vianney Laflamme, abbé du 30 novembre 1960 au 22 septembre 1965
- Damase Ladouceur, supérieur ad nutum du 22 septembre 1965 au 2 décembre 1965, puis abbé jusqu'au 1er novembre 1969
- Armand Veilleux, abbé du 19 novembre 1969 au 15 janvier 1976
- Armand Belcourt, abbé du 29 avril 1976 jusqu'en 1987
- Aurèle Thibault, abbé du  25 mars 1987 au 25 mars 1999
- Jacques Pineault, abbé du  25 mars 1999 au 1er mars 2010[1]

## Autres éponymes
- Abbaye cistercienne Notre-Dame de Mistassini
- Monastère des pères trappistes de Mistassini
- Monastère Notre-Dame de Mistassini
- Monastère cistercien-trappiste de Mistassini
- Trappe de Mistassini